# Photinus floridanus
Photinus floridanus är en skalbaggsart som beskrevs av Henry Clinton Fall 1927. Photinus floridanus ingår i släktet Photinus och familjen lysmaskar. Inga underarter finns listade i Catalogue of Life.